# Alapus marcidus
Alapus marcidus är en insektsart som beskrevs av Beamer och Leonard D. Tuthill 1934. Alapus marcidus ingår i släktet Alapus och familjen dvärgstritar. Inga underarter finns listade i Catalogue of Life.